# Lele (Sänger)

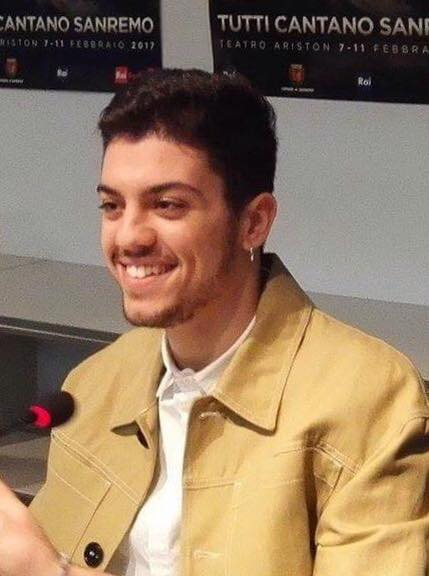
Lele 2017 in Sanremo

Lele (* 23. Dezember 1996 in Pollena Trocchia, Provinz Neapel, als Raffaele Esposito) ist ein italienischer Popsänger.

## Werdegang
Esposito lernte als Kind das Klavierspiel. Außerdem schrieb er eigene Lieder und lernte autodidaktisch Gitarre, sein musikalisches Vorbild war Chris Martin. Im Team von J-Ax ging Lele 2015 bei The Voice of Italy ins Rennen, schied allerdings vorzeitig aus. 2016 nahm er an der 15. Ausgabe der Castingshow Amici di Maria De Filippi teil und erreichte im Finale den vierten Platz. Bei Sony veröffentlichte Lele im Anschluss das Album Costruire, das die Top drei der italienischen Charts erreichen konnte.
In der Show Sarà Sanremo qualifizierte sich Lele 2016 für die Newcomer-Kategorie des Sanremo-Festivals 2017. Dort gewann er mit dem Lied Ora mai, das Eingang in die Neuauflage seines Debütalbums Costruire 2.0 fand.

## Diskografie
Alben

| Jahr | Titel         | Höchstplatzierung, Gesamtwochen, AuszeichnungChartsChartplatzierungen (Jahr, Titel, Platzierungen, Wochen, Auszeichnungen, Anmerkungen) | Anmerkungen |
| Jahr | Titel         | IT | Anmerkungen |
| ---- | ------------- | --- | ----------- |
| 2016 | Costruire     | IT3 (6 Wo.)IT |             |
| 2017 | Costruire 2.0 | IT17 (5 Wo.)IT |             |

Lieder

| Jahr | Titel Album                    | Höchstplatzierung, Gesamtwochen, AuszeichnungChartsChartplatzierungen (Jahr, Titel, Album, Platzierungen, Wochen, Auszeichnungen, Anmerkungen) | Anmerkungen |
| Jahr | Titel Album                    | IT | Anmerkungen |
| ---- | ------------------------------ | --- | ----------- |
| 2016 | La strada verso casa Costruire | IT85 (1 Wo.)IT |             |
| 2017 | Ora mai Costruire 2.0          | IT36 (3 Wo.)IT |             |

- Through This Noise (2016)
- L’ho voluto io (2016)

## Belege
1. ↑  Andrea Conti: The Voice, Lele: “Spero di collaborare con J-Ax”. RTL 102.5, 12. Mai 2015, abgerufen am 19. März 2017 (italienisch).
2. ↑  Lele in den italienischen Albumcharts. In: Italiancharts.com. Hung Medien, abgerufen am 19. März 2016.
3. ↑  Archivio classifiche Top Digital. FIMI, abgerufen am 19. März 2017 (italienisch).

| Personendaten    | Personendaten                                                    |
| ---------------- | ---------------------------------------------------------------- |
| NAME             | Lele                                                             |
| ALTERNATIVNAMEN  | Esposito, Raffaele (wirklicher Name); Esposito, Lele (Pseudonym) |
| KURZBESCHREIBUNG | italienischer Popsänger                                          |
| GEBURTSDATUM     | 23. Dezember 1996                                                |
| GEBURTSORT       | Pollena Trocchia, Provinz Neapel                                 |